# Now (더 더블리너스의 음반)
《Now》는 아일랜드의 포크 가수 더 더블리너스의 정규 음반으로, 폴리도르 레코드에서 1975년 발매하였다. 키어런 버크와 로니 드루가 1974년 그룹을 나간 뒤로 가수이자 기타리스트인 짐 매캔이 바니 매케너, 루크 켈리, 존 시헌이 멤버로 있는 더 더블리너스의 멤버로 합류하였다.

## 트랙리스트

### 사이드 원
1. "Farewell to Carlingford"
2. "The Old Triangle"
3. "The Beggarman"
4. "Matt Hyland"
5. "The Downfall of Paris"
6. "Carrickfergus"

### 사이드 투
1. "Lord of the Dance"
2. "The Lifeboat Mona"
3. "Farewell to Ireland"
4. "The Unquiet Grave"
5. "Lord Inchiquin"
6. "The Lark in the Morning"